# Thomas Drage
Thomas Drage (Mosjøen, 20 febbraio 1992) è un calciatore norvegese, centrocampista dell'Europa Point.

## Carriera

### Club
Drage ha iniziato la carriera con la maglia del Mosjøen, per cui ha debuttato da quindicenne. Vi è rimasto per tre stagioni, sempre nella 3. divisjon.
Il passaggio al Tromsø è stato reso noto il 23 dicembre 2009. Ha esordito nell'Eliteserien il 14 marzo 2010: è subentrato infatti a Mohammed Ahamed e ha fornito l'assist per il gol di Sigurd Rushfeldt nel successo per 2-0 sull'Hønefoss. Il 21 aprile ha siglato la prima rete nella massima divisione norvegese, permettendo al Tromsø di superare il Sandefjord con il punteggio di 2-1. Nel campionato 2011, il suo spazio in squadra è aumentato e ha totalizzato 30 presenze, con 4 reti all'attivo; ha contribuito così a far raggiungere il secondo posto alla sua squadra.
Il 6 agosto 2015, il Sogndal ha reso noto d'aver ingaggiato Drage con un contratto valido sino al termine della stagione in corso. Ha esordito in squadra in data 10 agosto, schierato titolare nel successo per 3-1 sul Bryne.
Il 18 ottobre 2015, il Sogndal si è aggiudicato la promozione con tre giornate d'anticipo sulla fine del campionato, grazie alla vittoria per 2-5 sul campo dell'Hønefoss. Il 21 ottobre ha realizzato la prima rete, nel 4-3 casalingo sul Kristiansund. A fine campionato, il Sogndal ha chiuso al 1º posto finale. In questa porzione di stagione, Drage ha totalizzato 13 presenze e una rete.
Libero da vincoli contrattuali, in data 1º marzo 2016 ha firmato ufficialmente per il Varberg, compagine svedese militante nella Superettan, seconda divisione del campionato svedese. Ha esordito in squadra il 2 aprile, trovando anche la via del gol nella vittoria interna per 2-1 sull'Åtvidaberg. Rimasto in squadra fino al mese di luglio 2016, ha totalizzato 12 presenze e 4 reti con questa casacca.
Il 14 luglio 2016, Drage è stato ingaggiato dal Falkenberg, squadra militante in Allsvenskan. Ha firmato un contratto valido sino al termine della stagione con la nuova squadra ed ha scelto di vestire la maglia numero 30. Ha esordito nella massima divisione locale in data 31 luglio, subentrando a Stefan Rodevåg nella sconfitta esterna per 2-0 sul campo dell'AIK. Ha totalizzato 13 presenze in questa porzione di stagione in squadra, tra campionato e coppa; nel frattempo, il Falkenberg è retrocesso in Superettan. Drage ha poi lasciato la squadra in scadenza di contratto.
Dopo un periodo di prova in squadra, in data 16 marzo 2017 ha firmato ufficialmente un contratto biennale con il Bodø/Glimt, scegliendo di vestire la maglia numero 7. Ha esordito in squadra il 4 aprile, schierato titolare nella vittoria casalinga per 3-2 sul Kongsvinger. Il 16 maggio successivo ha trovato la prima rete, nel 3-1 inflitto all'Ullensaker/Kisa. Al termine di quella stessa annata, il Bodø/Glimt ha centrato la promozione in Eliteserien.
Svincolato, in data 28 marzo 2019 ha firmato un accordo con il Fredrikstad. Il 25 settembre successivo, ha prolungato il contratto con il club fino al 31 dicembre 2021.
Ha contribuito alla promozione del Fredrikstad in 1. divisjon, arrivata al termine del campionato 2020. Il 20 gennaio 2021 ha prolungato nuovamente l'accordo con la società, fino al 31 dicembre 2023.
Il 28 luglio 2023 ha rescisso il contratto che lo legava al club. Il 1º agosto successivo è passato ai gibilterriani dell'Europa Point.

### Nazionale
Drage è stato tra i convocati del commissario tecnico Egil Olsen in vista della King's Cup 2012, da disputarsi in Thailandia. Il 18 gennaio 2012, allora, è subentrato a Tarik Elyounoussi nel successo per 0-1 contro la Nazionale thailandese.

## Statistiche

### Presenze e reti nei club
Statistiche aggiornate al 1º agosto 2023.
| Stagione           | Club               | Campionato         | Campionato | Campionato | Coppe nazionali | Coppe nazionali | Coppe nazionali | Coppe continentali | Coppe continentali | Coppe continentali | Supercoppe | Supercoppe | Supercoppe | Totale | Totale |
| Stagione           | Club               | Comp               | Pres       | Reti       | Comp            | Pres            | Reti            | Comp               | Pres               | Reti               | Comp       | Pres       | Reti       | Pres   | Reti   |
| ------------------ | ------------------ | ------------------ | ---------- | ---------- | --------------- | --------------- | --------------- | ------------------ | ------------------ | ------------------ | ---------- | ---------- | ---------- | ------ | ------ |
| 2007               | Mosjøen            | 3D                 | 9          | ?          | CN              | ?               | ?               | -                  | -                  | -                  | -          | -          | -          | ?      | ?      |
| 2008               | Mosjøen            | 3D                 | ?          | ?          | CN              | ?               | ?               | -                  | -                  | -                  | -          | -          | -          | ?      | ?      |
| 2009               | Mosjøen            | 3D                 | ?          | 7          | CN              | ?               | ?               | -                  | -                  | -                  | -          | -          | -          | ?      | ?      |
| Totale Mosjøen     | Totale Mosjøen     | Totale Mosjøen     | ?          | ?          |                 | ?               | ?               |                    | -                  | -                  |            | -          | -          | ?      | ?      |
| 2010               | Tromsø             | ES                 | 16         | 1          | CN              | 4               | 0               | -                  | -                  | -                  | -          | -          | -          | 20     | 1      |
| 2011               | Tromsø             | ES                 | 30         | 4          | CN              | 3               | 1               | UEL                | 4                  | 0                  | -          | -          | -          | 37     | 5      |
| 2012               | Tromsø             | ES                 | 30         | 2          | CN              | 7               | 1               | UEL                | 6                  | 0                  | -          | -          | -          | 43     | 3      |
| 2013               | Tromsø             | ES                 | 22         | 1          | CN              | 4               | 1               | UEL                | 14                 | 0                  | -          | -          | -          | 40     | 2      |
| 2014               | Tromsø             | 1D                 | 29         | 2          | CN              | 3               | 0               | UEL                | 4                  | 2                  | -          | -          | -          | 36     | 4      |
| gen.-ago. 2015     | Tromsø             | ES                 | 9          | 0          | CN              | 2               | 0               | -                  | -                  | -                  | -          | -          | -          | 11     | 0      |
| Totale Tromsø      | Totale Tromsø      | Totale Tromsø      | 136        | 10         |                 | 23              | 3               |                    | 28                 | 2                  |            | -          | -          | 187    | 15     |
| ago.-dic. 2015     | Sogndal            | 1D                 | 13         | 1          | CN              | -               | -               | -                  | -                  | -                  | -          | -          | -          | 13     | 1      |
| mar.-lug. 2016     | Varberg            | S                  | 12         | 4          | CS              | 0               | 0               | -                  | -                  | -                  | -          | -          | -          | 12     | 4      |
| lug.-dic. 2016     | Falkenberg         | A                  | 12         | 0          | CS              | 1               | 0               | -                  | -                  | -                  | -          | -          | -          | 13     | 0      |
| 2017               | Bodø/Glimt         | 1D                 | 21         | 3          | CN              | 0               | 0               | -                  | -                  | -                  | -          | -          | -          | 21     | 3      |
| 2018               | Bodø/Glimt         | ES                 | 12         | 0          | CN              | 3               | 1               | -                  | -                  | -                  | -          | -          | -          | 15     | 1      |
| Totale Bodø/Glimt  | Totale Bodø/Glimt  | Totale Bodø/Glimt  | 33         | 3          |                 | 3               | 1               |                    | -                  | -                  |            | -          | -          | 36     | 4      |
| 2019               | Fredrikstad        | 2D                 | 22         | 0          | CN              | 2               | 0               | -                  | -                  | -                  | -          | -          | -          | 24     | 0      |
| 2020               | Fredrikstad        | 2D                 | 19         | 3          | -               | -               | -               | -                  | -                  | -                  | -          | -          | -          | 19     | 3      |
| 2021               | Fredrikstad        | 1D                 | 29+1       | 3+0        | CN              | 0               | 0               | -                  | -                  | -                  | -          | -          | -          | 30     | 3      |
| 2022               | Fredrikstad        | 1D                 | 26         | 2          | CN              | 0               | 0               | -                  | -                  | -                  | -          | -          | -          | 26     | 2      |
| gen.-lug. 2023     | Fredrikstad        | 1D                 | 4          | 0          | CN              | 1               | 1               | -                  | -                  | -                  | -          | -          | -          | 5      | 1      |
| Totale Fredrikstad | Totale Fredrikstad | Totale Fredrikstad | 100+1      | 8+0        |                 | 3               | 1               |                    | -                  | -                  |            | -          | -          | 104    | 9      |
| 2023-2024          | Europa Point       | FL                 | 0          | 0          | CG              | 0               | 0               | -                  | -                  | -                  | -          | -          | -          | 0      | 0      |
| Totale             | Totale             | Totale             | 294+1+     | 22+0+      |                 | 30+             | 5+              |                    | 28                 | 2                  |            | -          | -          | 353+   | 29+    |

### Cronologia presenze e reti in Nazionale
| Cronologia completa delle presenze e delle reti in nazionale ― Norvegia | Cronologia completa delle presenze e delle reti in nazionale ― Norvegia | Cronologia completa delle presenze e delle reti in nazionale ― Norvegia | Cronologia completa delle presenze e delle reti in nazionale ― Norvegia | Cronologia completa delle presenze e delle reti in nazionale ― Norvegia | Cronologia completa delle presenze e delle reti in nazionale ― Norvegia | Cronologia completa delle presenze e delle reti in nazionale ― Norvegia | Cronologia completa delle presenze e delle reti in nazionale ― Norvegia |
| Data                                                                    | Città                                                                   | In casa                                                                 | Risultato                                                               | Ospiti                                                                  | Competizione                                                            | Reti                                                                    | Note                                                                    |
| ----------------------------------------------------------------------- | ----------------------------------------------------------------------- | ----------------------------------------------------------------------- | ----------------------------------------------------------------------- | ----------------------------------------------------------------------- | ----------------------------------------------------------------------- | ----------------------------------------------------------------------- | ----------------------------------------------------------------------- |
| 18-1-2012                                                               | Bangkok                                                                 | Thailandia                                                              | 0 – 1                                                                   | Norvegia                                                                | Amichevole                                                              | -                                                                       |                                                                         |
| Totale                                                                  |                                                                         | Presenze                                                                | 1                                                                       |                                                                         | Reti                                                                    | 0                                                                       |                                                                         |

## Palmarès

### Club

#### Competizioni giovanili
- Norgesmesterskapet G19: 1

Tromsø: 2010